# Malden (Washington)
Malden ist eine Town im Whitman County des US-Bundesstaates Washington. Malden hatte 2010 203 Einwohner.

## Geschichte
Zu Beginn des 20. Jahrhunderts war das Gebiet fast unbesiedelt. Dies änderte sich 1909, als die Chicago, Milwaukee and St. Paul Railway ein Depot und einen Lokomotivschuppen errichtete. Die Gebäude dienten gleichzeitig als Zentrale der Columbia Devision des Eisenbahnunternehmens. Kurz darauf wurde der Ort zur Stadt erhoben (incorporated). Benannt wurde es nach Malden (Massachusetts), dem Geburtsort eines der Manager. Bis 1920 wuchs Malden auf 1000 Einwohner. Es war zu diesem Zeitpunkt einer der größten Orte der Region. Es verfügte über eine eigene Zeitung, zwei Hotels, diverse Geschäfte und Restaurants. In den 1920er Jahren verlegte die Chicago, Milwaukee and St. Paul Railway allerdings ihre Tätigkeiten und Malden schrumpfte rasch wieder. 1930 verfügte es nur noch über 375 Einwohner. 1970 wurden die zu diesem Zeitpunkt unbenutzten Gleise endgültig demontiert. Am 7. September 2020 fielen etwa 80 % der Gebäude Maldens einem Brand zum Opfer.